# Academia Real de Belas-Artes de Antuérpia

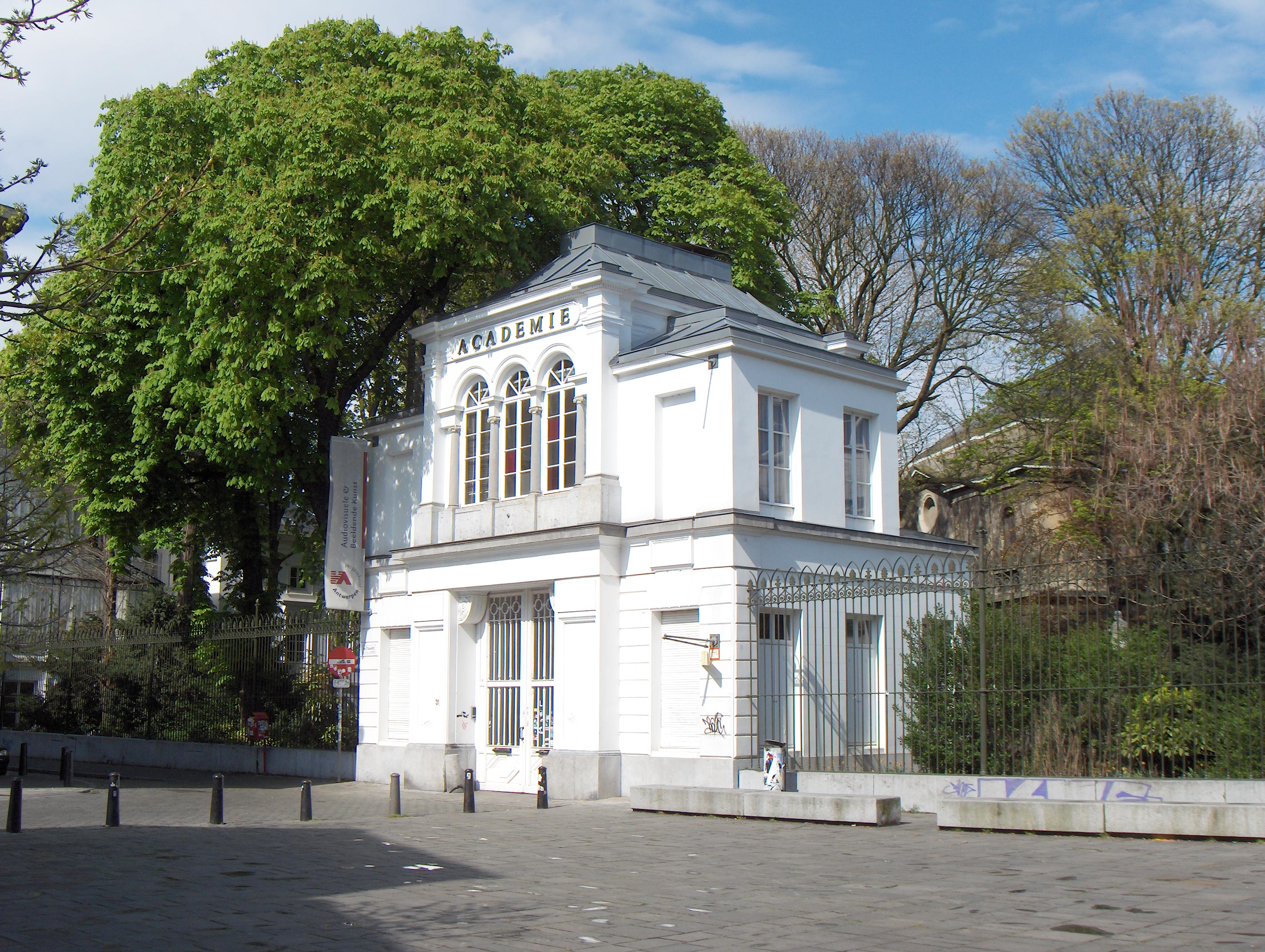
Portal de entrada da Academia em estilo neoclássico, projetado por Pierre Bourla.

Academia Real de Belas-Artes (em neerlandês:  Koninklijke Academie voor Schone Kunsten van Antwerpen) é uma escola de arte de Antuérpia, Bélgica. Está entre as mais antigas da Europa, fundada em 1663 por David Teniers, o Jovem, pintor que trabalhou para o Arquiduque Leopold Wilhelm e Dom João da Áustria. Teniers, um mestre da Guilda de São Lucas, solicitou a Filipe IV de Espanha, o então soberano dos Países Baixos Espanhóis, a concessão de carta real para fundar uma academia de belas-artes na cidade de Antuérpia. Passaram pela Academia artistas como Lawrence Alma-Tadema, Wilhelm Busch, Ann Demeulemeester, Jan Fabre, Ford Madox Brown, Gustav Metzger, Jan van Beers, Henry Van de Velde, Vincent van Gogh e Charles Verlat.